# Imlek Beograd
Imlek Beograd (code BELEX : IMLK) est une entreprise serbe qui a son siège social à Belgrade. Elle travaille dans le secteur des produits laitiers. Elle entre dans la composition du BELEX15 et du BELEXline, les deux indices principaux de la Bourse de Belgrade,.
Imlek Beograd fait partie du Danube food group. En 2010, la société figurait à la 16e place des 100 entreprises les plus rentables de Serbie.

## Histoire
L'origine de Imlek Beograd remonte à 1953 et à la ferme Lepušnica située dans la région du Glogonjski rit, une zone marécageuse située près de Glogonj ; sous sa forme actuelle, la société a été créée en 1991.
Imlek Beograd a été admise au libre marché de la Bourse de Belgrade le 1er avril 2004.

## Activités
Imlek fabrique des produits laitiers. Elle vend ainsi du beurre, du fromage blanc, des fromages à pâte mi-dure ou des fromages à tartiner nature, au poivron ou au jambon ; elle propose aussi des yaourts, du lait fermenté et de la crème aigre, du lait et du lait aromatisé. Parmi les marques sous lesquelles ces produits sont vendus, on peut citer Moja Kravica, Šumadinka, Jogood, Bello, et Flert.
La société possède des laiteries en Serbie, au Monténégro, en Bosnie-Herzégovine et en Macédoine.

## Données boursières
Le 9 juin 2014, l'action de Imlek Beograd valait 3 519 RSD (30,63 EUR). Elle a connu son cours le plus élevé, soit 3 600 RSD (31,34 EUR), le 7 mai 2014 et son cours le plus bas, soit 384 RSD (3,34 EUR), le 30 juin 2004.
Le capital de Imlek Beograd est détenu à hauteur de 80,43 % par le Danube foods group B.V..